# باغتشة ميشة
باغتشة ميشة هي قرية في مقاطعة شاهين دج، إيران. يقدر عدد سكانها بـ 262 نسمة بحسب إحصاء 2016.